# Wiyurejo
Wiyurejo is een bestuurslaag in het regentschap Malang van de provincie Oost-Java, Indonesië. Wiyurejo telt 5141 inwoners (volkstelling 2010).